# Nu3 Canis Majoris
Nu3 Canis Majoris è una stella binaria della costellazione del Cane Maggiore, dista 420 anni luce dal sistema solare.
La componente principale è una stella gigante arancione 400 volte più luminosa del Sole e di magnitudine apparente 4,56. La compagna, distante un secondo d'arco, è di magnitudine 8,4.